# Gasparite-(Ce)
La gasparite-(Ce) (simbolo IMA: Gsp-Ce) è un raro minerale del supergruppo della monazite all'interno del quale viene collocato nel gruppo della gasparite; appartiene alla famiglia dei "fosfati, arseniati e vanadati" e possiede composizione chimica Ce(AsO4).
La gasparite-(Ce) è l'arseniato-analogo della monazite-(Ce) e l'analogo del cerio della gasparite-(La) (dominata dal lantanio).

## Etimologia e storia
La gasparite-(Ce) prende il nome da Giovanni Gaspari, collezionista di minerali di Crodo (Italia), che per primo trovò il minerale, mentre il suffisso Ce sta a indicare la predominanza di cerio nel suo contenuto.

## Classificazione
La classica nona edizione della sistematica dei minerali di Strunz, aggiornata dall'Associazione Mineralogica Internazionale (IMA) fino al 2009, elenca la gasparite-(Ce) nella classe "8. Fosfati, arseniati, vanadati" e nella sottoclasse "8.A Fosfati, ecc. senza anioni aggiuntivi, senza H2O"; questa viene più finemente suddivisa in base alla dimensione dei cationi coinvolti, in modo tale che la gasparite-(Ce) possa essere trovata nella sezione "8.AD Con soltanto cationi di grande dimensione" dove forma il sistema nº 8.AD.50 insieme a brabantite, cheralite, cheralite-(Ce), monazite-(Ce), monazite-(La), monazite-(Nd), monazite-(Sm), nenadkevite e rooseveltite.
Tale classificazione rimane invariata anche nell'edizione successiva, proseguita dal database "mindat.org" e chiamata Classificazione Strunz-mindat, nella quale i componenti del sistema 8.AD.50 cambiano leggermente: rooseveltite, monazite-(Sm), monazite-(Ce), monazite-(La), monazite-(Nd), gasparite-(La), cheralite e il nuovo minerale ancora senza nome UM2005-35-VO:CaFePSiTh.
Nella Sistematica dei lapis (Lapis-Systematik) di Stefan Weiß la gasparite-(Ce) è elencata nella classe dei "fosfati, arseniati e vanadati" e nella sottoclasse dei "fosfati (arseniati o vanadati) anidri [PO4]3-, senza anioni estranei"; qui il minerale è nella sezione dei minerali con "cationi molto grandi: Ca-Na-K, SE, Bi, ecc.; gruppo della monazite" dove forma il sistema nº VII/A.15 insieme a monazite-(La), monazite-(Ce), monazite-(Nd), monazite-(Sm) e cheralite.
Anche la classificazione dei minerali secondo Dana, usata principalmente nel mondo anglosassone, elenca la gasparite-(Ce) nella famiglia dei "fosfati, arseniati e vanadati"; qui è nella classe dei "fosfati [arseniati e vanadati] anidri ecc." e nella sottoclasse dei "fosfati [arseniati o vanadati] anidri ecc., A+XO4", all'interno del quale forma il "gruppo della monazite (monoclino: P21/n)" con il numero di sistema 38.04.03 insieme a monazite-(Ce), monazite-(La), brabantite, monazite-(Nd) e cheralite.

## Abito cristallino
La gasparite-(Ce) cristallizza nel sistema monoclino nel gruppo spaziale P21/n con i parametri di cella a = 6,937(3) Å, b = 7,137(4) Å, c = 6,738(6) Å e β = 104,69(5)°, oltre ad avere 4 unità di formula per cella unitaria.

## Origine e giacitura
La gasparite-(Ce) si forma nelle fessure, in sostituzione della synchysite-(Ce), formata dal metamorfismo di grado anfibolite di rocce metasedimentarie. La paragenesi è con anatasio, cafarsite, chernovite, ematite, magnetite, rutilo e sinchisite (Ce).
La gasparite-(Ce) è un minerale piuttosto raro ed è stato trovato solo in pochi siti sparsi per il mondo: in Italia si elencano la sua località tipo, l'area del Monte Cervandone (46.32417°N 8.22305°E) all'Alpe Devero (presso Baceno) e la miniera di "Montaldo" a Montaldo di Mondovì (entrambe in Piemonte); la miniera di "Cerchiara" a Borghetto di Vara (Liguria); nella miniera "Fenugu Sibiri" presso Gonnosfanadiga (Sardegna); sul Monte Brugiana presso Carrara (Toscana).
Altri siti sono: Tweng (Austria); la miniera di "Clara" presso Oberwolfach (nel Baden-Württemberg, in Germania); a Sørfold (nel Nordland, in Norvegia); a Tisovec (in Slovacchia); nelle miniere di "Kesebol", nella contea di Västra Götaland, e di Långban", nel Värmland (entrambe in Svezia); a Splügen (Canton Grigioni) e Nendaz, Binn e Grengiols (Canton Vallese), tutte in Svizzera; a Marathon nell'Attica (Grecia).
Fuori dall'Europa, la gasparite-(Ce) è stata trovata nel Territorio del Litorale, nella Repubblica dei Komi e nel Territorio di Chabarovsk (tutti in Russia); nella municipalità locale di Moses Kotane (Sudafrica); nei Distretti di Subordinazione Repubblicana (in Tagikistan); nelle contee di Catron e di Sierra (entrambe nel Nuovo Messico, Stati Uniti).

## Forma in cui si presenta in natura
La gasparite-(Ce) si presenta come cristalli pseudoromboedrici, di dimensioni fino a 0,5 mm, o in aggregati che bordano e sostituiscono la synchysite.
Il minerale è trasparente, con colore rosso-marrone chiaro e striscio bianco.